# Serse Coppi
Serse Coppi (Castellania, 19 de março de 1923 - Turim, 19 de junho de 1951) foi um ciclista italiano, irmão de Fausto Coppi.